# .ml
.ml este un domeniu de internet de nivel superior, pentru Mali (ccTLD).